# Pleoape
Pleoapele sunt pliuri musculo-tegumentare care limitează, prin marginile lor libere, deschizătura palpebrală (rima palpebrarum). Ele apără bulbul ocular și, prin mișcările lor, îi umezesc suprafața, împrăștiind secreția glandei lacrimale.
Deschiderea și închiderea pleoapelor nu este o simplă mișcare de ridicare și coborâre, ci o mișcare de ștergere, orientată medial și mai puternică la pleoapa inferioară; această mișcare este posibilă datorită structurii pleoapelor. Fiecare pleoapă prezintă o parte oculară sau tarsală, convexă mergând până la marginea liberă și o parte orbitară, care răspunde corpului grăsos al orbitei; cele două părți sunt despărțite prin șanțurile palpebrale superior și inferior. Extremitățile pleoapelor formează, reunindu-se, comisurile: comisura palpebrală medială și comisura palpebrală laterală. Marginea liberă prezintă o buză anterioară (limbus palpebralis anterior), pe care se află cilii și o buză posterioară (limbus palpebralis posterior), care delimitează, cu corneea, șanțul lacrimal (rivus lacrimalis). Buza anterioară este în continuarea pielii. Buza posterioară prezintă 20-30 de orificii ale glandelor lui Meibomius. În pătrimea internă a marginii libere a pleoapelor se găsește o mică proeminentă, papila lacrimală, în vârful căreia se deschide un orificiu, punctul lacrimal. Medial de papilă se află o porțiune lipsită de cili, care delimitează, cu porțiunea opusă a celeilalte pleoape, lacul lacrimal, a cărui porțiune fundică este ocupat de o proeminență, caruncula lacrimală, și de plica semilunară a conjunctivei (a 3-a pleoapă, omoloagă membranei nictitante a animalelor).
Malformația congenitală caracterizată prin lipsa (totală sau parțială) a pleoapelor se numește ablefarie.

## Structură
Pleoapelor li se descriu următoarele planuri stratigrafice: piele, țesut celular subcutanat, strat muscular, tarsul, strat glandular și conjunctiva.
Pielea este subțire și mobilă pe stratul subiacent.
Țesutul subcutanat este constituit de un strat subțire de fibre conjunctive, ușor infiltrabil cu sânge, puroi, edem; comunică cu stratul subcutanat al feței și subaponevrotic al calvariei.
Stratul muscular este format din mușchiul orbicular al pleoapelor și mușchii tarsali.
- Mușchiul orbicular a pleoapelor (m. orbicularis oculi) este un mușchi pielos, concentric la despicătura palpebrală, și cuprinde:
  - o porțiune palpebrală (de la un ligament la altul) formată din 4 segmente: marginală preciliară, marginală retrociliară, mușchiul lui Riolan sau porțiunea pretarsală și porțiunea preseptală sau mușchiul tensor al domului lacrimal;
  - o porțiune orbitară, periferică, care acoperă marginile superioară și inferioară ale orbitei, fixată pe marginile superioară și inferioară a ligamentului palpebral medial (tendonul direct);
  - o porțiune lacrimală între tendonul frânt al ligamentului palpebral medial și septul orbitar posterior (mușchiul lui Horner); se inseră posterior ligamentului palpebral medial și înconjoară canaliculul lacrimal.
- Mușchii tarsali sau mușchii palpebrali superior și inferior sunt mușchi netezi și orientați vertical. Ei unesc marginele periferice ale porțiunilor tarsale cu tendoanele mușchilor ridicător al pleoapei superioare și drept inferior. Mușchiul tarsal superior, anexat mușchiului ridicător al pleoapei superioare, se fixează pe marginea superioară a tarsului prin porțiunile centrală și medială; el înconjoară regiunea palpebrală a glandei lacrimale prin porțiunea sa laterală. Mușchiul tarsal inferior formează o expansiune, care pleacă de pe mușchiul drept inferior pe tars, până în vecinătatea marginii inferioare a orbitei.

Stratul fibroelastic este format de tars și septul orbitar.
- Tarsul pleoapelor este reprezentat de două lame fibroase, conjunctive, dense, rezistente, convexe, care ocupă partea oculară a pleoapelor. Extremitățile lor se unesc cu ligamentul palpebral lateral fixat sub sutura fronto-zigomatică și cu ligamentul palpebral medial, care se atașează celor două buze ale șanțului lacrimal (tendon direct interior, tendon reflectat posterior).
- Septul orbitar este un ligament larg, o lamă fibro-conjunctivă, care unește buza posterioară a marginii orbitare cu marginea periferică a tarsului (în afara mușchiului ridicător al pleoapei, pe care septul îl însoțește până la margine).

## Glandele palpebrale
- glandele torsale ale lui Meibomius sunt dezvoltate în regiunea tarsului și se deschid pe marginile libere ale pleoapelor;
- glandele ciliare al lui Mall sunt glande sudoripare modificate, situate între cili;
- glandele sebacee ale lui Zeiss sunt glande sebacee anexate cililor.

## Conjunctiva
Conjunctiva (tunica conjunctiva) este o membrană subțire, lucioasă, transparentă, care pornește de la marginea liberă a pleoapelor, înapoia orificiilor glandelor tarsale, aderă pe fața posterioară a pleoapelor (tunica conjunctiva palpebrarum), de unde se reflectă și trece pe fața anterioară a globului ocular (tunica conjunctiva bulbi). La locul de răsfrângere formează fornixurile conjunctivale superior și inferior. Conjunctiva acoperă partea anterioară a scleroticei, fără să adere de ea și pe cea a corneei, de care este nedisociabilă. În unghiul medial al ochiului conjunctiva dă naștere unui pliu vertical, falciform, cu marginea laterală liberă și concavă; este plica semilunară conjunctivală, care acoperă caruncula lacrimală.